# The Ride (пісня)
«The Ride» — пісня польського співака Рафала Бжозовського для Євробачення 2021 року в Роттердамі, Нідерланди.

## Конкурс пісні Євробачення

### Внутрішній відбір
12 березня 2021 року Telewizja Polska підтвердила, що Рафал Бжозовський представлятиме Польщу на конкурсі 2021 року.

### На Євробаченні
65-й конкурс Євробачення відбудеться в Роттердамі, Нідерланди, і складатиметься з двох півфіналів 18 травня та 20 травня 2021 року та фіналу 22 травня 2021 року Згідно з правилами Євробачення, усі країни-учасниці, крім країни-господарки та країн Великої п'ятірки, що складається з Франції, Італії, Іспанії, Німеччини та Великої Британії, повинні кваліфікуватися з півфіналів, аби виступити у фіналі (10 країн з кожного півфіналу). 17 листопада 2020 року оголосили, що Польща виступить у першій половині другого півфіналу конкурсу.